# Braunit
Braunit – rzadki minerał z gromady krzemianów, tlenokrzemian manganu o wzorze Mn2+Mn3+6SiO4O20 (tlenek manganu(III)). Jego nazwa pochodzi od nazwiska niemieckiego badacza K. Brauna.

## Charakterystyka

### Właściwości
Tworzy kryształy o pokroju bipiramid i pseudooktaedrów.
Tworzy skupienia zbite, ziemiste, skorupowe. Jest kruchy, nieprzezroczysty, o tłustym lub metalicznym połysku. Niekiedy zawiera domieszki żelaza, wapnia, boru, baru. Rozpuszcza się w HCl, HNO3. Ma własności magnetyczne.

### Występowanie
Stanowi składnik złóż manganu, spotykany jest w żyłach kruszcowych i skarnach. Minerałami współwystępującymi są: piroluzyt, hausmanit, manganit, psylomelan, magnetyt, baryt, kalcyt, kwarc, syderyt.
Największe złoża tego minerału występują w Kazachstanie – Dżezkazgan, Rosji – na Uralu, w Indiach – Sitapar, w Brazylii – Ouro Preto, Minas Gerais, w Południowej Afryce, USA – Teksas, Arkansas, Arizona. W Europiewystepuje w Szwecji – Nordmark, Jakobsberg i Niemczech.
W Polsce został znaleziony w okolicach Wałbrzycha.

### Zastosowanie
- jedna z ważniejszych rud manganu, zawiera do 87% MnO2.
- stosowany do otrzymywania czystego pierwiastka.
- poszukiwany kamień kolekcjonerski